# 大橋陽山
大橋陽山は、日本の書家である。

## 概要
１９６２年生まれ。東京都在住。
５歳より書の世界に入り、書家である父より薫陶を受ける。
“書”の伝統と古典を重んじながらも、現代との融合にベクトルを合わせ独自の活動を展開している。
【然美会　会長、　墨心会　主宰】

## 略歴
福井県敦賀市で育ち、１歳から筆を持ち始める。
５歳より、書家であり父でもある 大橋洸風（ 新日本書道会 師範、現日書道会 同人 ）の指導を受け本格的に書の世界に入る。
８歳より、京都 「新日本書道会総本部 代表　秋山公道先生」より直接指導を受けるようになり、京都に通う日々を送る。
高校2年生で師範を取得。
合格通知が届いた当日の朝、自宅兼書道教室の窓から見える大きな山に燦々と太陽が降り注ぐ様が美しかったことから、書家としての雅号「陽山」の命名を受ける。
古典を中心に制作活動を続け、内閣総理大臣賞や文部大臣賞など数々の賞を受賞する。
大学卒業後、現代的表現を試みるようになる。
古典を書きつづけながら、抽象絵画的表現である墨象作品も描くようになる。
２７歳の頃、ナイキジャパンの社長から依頼を受け作品が購入されるようになり、徐々にコレクターが増え続ける。
師であり書家である父の評価を得ることができるようになり、
1999年 東京の京橋にて初めて個展を開催。
その後、書道会を受け継ぎ、然美会を運営。古典から現代書まで指導。
また、墨心会を主宰し、現代性の追求と書の可能性を広げる活動を行ってる。
現代的表現に映像を取り入れた作品「然」は、東京都写真美術館のキュレーターからも注目。書家として初めて同美術館で作品を発表した。
また、この作品はその後、文部科学大臣賞、Asia Digital Art Award（総務省／文部科学省・文化庁／経済産業省：後援）グランプリを受賞している。(2009年)
最近では、環境省が主体となった「洞爺湖サミット」会場での作品発表の他、
経済産業省が主催する「Japan Brand」、「新日本様式」、「感性創造イニシアティブ」などでも作品を発表。国家プロジェクトにも多く関わっている。
海外アーティストとの交流も深く、世界的なフラワー・アーティストの「ダニエル・オスト」からの要望によりコラボレーション展示を実施（浜名湖花博）、ベルギーのカリグラファー「ブロディ・ノイエンシュヴァンダー」、中国の写真家「ワン・ウーシェン」との親交をもつ。
また最近では、KENZOブランドの高田賢三氏を始め、著名建築家や俳優からの要望にも応え幅広い方々への書の指導も行っている。

## 受賞歴
文部科学大臣賞、文部大臣賞４回、内閣総理大臣賞、アジアデジタルアートアワード最優秀賞、VOLVOアートコンペティション優秀賞、グッドデザイン賞など

## Publicity
「GQ」「Pen」「FIGARO」「BRUTUS」「家庭画報」「婦人画報」
「ELLE DECO」他。

## 展覧会および活動履歴
- 1999年6月～7月　東京京橋にて、初の個展「墨のある暮らし」を開催。（東日本ハウス　ギャラリーショールーム）
- 2000年6月　東京茗荷谷にて、和建築の民家をギャラリーとしてアラン・ウエスト氏との２人展「座の書」を発表。
- 2000年9月～10月　東京新宿BEAMS JAPANにて個展「NATIONAL」を開催。　展示および映像作品を発表。（B GALLERY）
- 2003年2月～3月　東京青山にて個展「innocent」を開催。（Gallery Bar  デュヌラルテ）
- 2004年9月～10月　浜名湖「花博」庭文化創造館＜月見の庭＞にて、映像・展示・パフォーマンスを披露。フラワーアーティストのダニエル・オスト氏とのコラボレーション展示の他、写真家・石川賢治氏、ロボットデザイナー・松井龍哉氏、詩人・高橋睦朗氏らとともに、「月」をテーマとした書のインスタレーションを行う。（花博　パビリオン会場）
- 2006年5月　東京芝 増上寺にて書のインスタレーション。（写真家・石塚元太良氏との共同展示）
- 2006年6月～8月　東京新宿BEAMS JAPANにて個展「黒の律動」を開催。（B GALLERY）BEAMS TとのコラボレーションTシャツも発表。
- 2006年10月　東京目黒インテリアショップPROSPECTにて、イタリア家具ブランド「FREXFORM」とのコラボレーション展示。
- 2007年2月　グッドデザイン賞を受賞。（日本酒「瓢月」書＋デザイン　コミュニケーション部門）
- 2007年10月　東京代々木上原FirekingCafeにて個展「tune」を開催。
- 2007年10月～11月　東京八重洲　BMW本社ショールームにて、映像作品「駆」を発表。
- 2007年11月　東京デザイナーズウィーク「100％DesignTokyo」にて、「JapanBrand」を発表。（経済産業省主催）
- 2007年12月～2008年1月　東京恵比寿　東京都写真美術館での企画展「文学の触覚」に選出。映像作品「然」を発表。

```
〔参加アーティスト〕森村泰昌／大橋陽山／近森基+久納鏡子／松浦寿輝／穂村弘／石井陽子／川上弘美／児玉幸子／平野啓一郎／中西泰人／舞城王太郎／dividual／
                    こまバード・ブラザーズ／森野和馬（敬称略）
```

- 2008年1月～12月　川崎工業地帯で「野書プロジェクト」を発表。「渓」「声「山「色」5作品を屋外展示。また、トンネルを使った「風」書のインスタレーションを発表。
- 2008年4月 　青山スパイラルホールにて、「感性価値創造プロジェクト」作品発表。
- 2008年6月　東京代々木上原FirekingCafeにて企画展「水月の三人展」を開催。
- 2008年7月　北海道G8洞爺湖サミットにて、作品発表。
- 2008年 10月　リビングセンター・OZONEにて、掛け軸作品「阿吽」、「走」を発表。
- 2008年11月　スウェーデン大使館にて、作品「Far-out Beyond」を発表。同時に、「Volvo Art Competition」優秀賞を受賞。
- 2008年11月　インドネシア「JAPAN EXPO」にて、掛軸作品「渓声山色」を発表。
- 2008年12月～2009年1月　東京銀座ミキモトにて「雅」発表。
- 2008年12月～2009年1月　東京銀座三越にて「木」「火」「土」「金」「水」五行を発表。
- 2009年3月　福岡アジア美術館にて映像作品「然」を発表。「Asia Digital Art Award」のグランプリを受賞。また文部科学大臣賞、福岡県知事賞も同時受賞する。
- 2009年3月　東京ホテルオークラ「新日本様式」経済産業省主催のイベントにて、双幅の掛け軸　世阿弥「花」「伝」を発表。
- 2009年 4月 ～6月　銀座ミキモトにて、110周年記念としての書「絆」を発表。
- 2009年7月　日本ディスプレイ協会優秀賞を受賞。（三越）
- 2009年9月　東京六本木「東京ミッドタウン」DESIGNHUBにて、「Asia Digital Art Award展」が開催。グランプリ受賞の映像作品「然」を発表展示。シンポジウムとして受賞コメント及び制作意図やプロセスについてのトークセッションを行う。
- 2009年10月　東京千駄木「旧安田邸」にて企画展「祝」を開催。メインアーティストとして10点の作品を発表。
- 2010年4月　スイス・バーゼル「バーゼルワールド」にて、作品「花鳥風月」「然」を発表。（ミキモト）
- 2010年7月日本ディスプレイ協会優秀賞を受賞。（ミキモト）
- 2011年1月　東京銀座ミキモトにて、「円相」発表。
- 2012年4月～7月　東京上野 東京国立博物館にて、「洛中洛外図屏風」作品を発表。
- 2013年8月～10月　イタリア　ベネツィア「ベネトンパレス」にて、作品発表。
- 2013年10月　東京代々木上原FirekingCafeにて、個展「nocturne」を開催。